# Risa Tachibana
Risa Tachibana (立花理佐, Tachibana Risa, née le 19 octobre 1971 dans l'arrondissement Nishinari-ku à Osaka) est une actrice, ex-chanteuse dans les années 1980. Elle débute en tant qu'idole japonaise en 1987, sort une douzaine de disques chez Toshiba EMI jusqu'en 1989, et joue dans de nombreux films et drama. En 1988, elle est l'héroïne d'un jeu vidéo Konami pour la Famicom Disk System, Risa no Yōsei Densetsu, dont elle interprète le thème. Elle se marie en 2000, sort un single écrit et produit par Tsunku en 2001, puis se retire pour s'occuper de son enfant né en 2004.

## Discographie

### Singles
- 1er avril 1987 : Kimon
- 22 juillet 1987 : Otona wa Wakatterkurenai
- 14 octobre 1987 : Kimi wa Dontokurai
- 5 décembre 1987 : Sayonara o Iwasenaide
- 23 mars 1988 : Issetsunajugi
- 13 juillet 1988 : Risa no Yōsei Densetsu ~Fairy Tale~
- 9 novembre 1988 : Saikō no Ichinichi ~One Day~
- 5 novembre 1989 : Do You Do You?
- 1er mai 1991 : Kochi kara Joker
- 21 décembre 1993 : Saigo no Shower ni Hanataba

- 3 juillet 2001 : Gomen ne Katte ni Kimechatte
- 25 octobre 2002 : Ai ni Kururetai / Koi Ame ni Utarete  (indépendant)

### Albums
- 5 août 1987 : 15sai Shinwa
- 16 décembre 1987 : Hatsukoi Shinwa
- 15 décembre 1988 : Wooh
- 5 décembre 1989 : HA-JI-MA-RI (mini-album)

Compilations
- 25 mai 1988 : Risa Hakken - RISA COLLECTION
- 19 mars 2003 : Tachibana Risa - GOLDEN BEST
- 24 août 2004 : Tachibana Risa - NEW BEST 1500